# Крапински прачовек
Крапински прачовек је назив за фосилне остатке човека, врсте Homo neanderthalensis, пронађене 1899. године на локалитету Хушњаково поред Крапине у Хрватској. Током истраживања које је трајало шест година пронађено је 876 фосилних остатака људи, по чему је ово налазиште најбогатије светско налазиште неандерталаца.

## Историја
Налазиште у полупећини на брду Хушњаково у Крапини је откривено 1899. године. Водитељ истраживања био је Драгутин Горјановић-Крамбергер, хрватски палеонтолог, који је 23. августа исте године на позив фра Доминика Антолковића посетио налазиште на Хушњакову брду како би проучио остатке костију и зуба, које су пронашли радници приликом искапања песка на брду. Сама истраживања на налазишту су трајала до 1905. године.

## Истраживање
Током истраживања, у слоју земље дебелом 8 метара сакупљено је више од 5.000 предмета, и откривене су четири зоне подељене према налазима:
- (европски дабар)
- (човек)
- (носорог)
- (пећински медвед).

Осим наведених пронађени су и остаци многих других плеистоценских животиња. Од 5.000 налаза, 876 налаза су људске кости неколико десетина појединаца (по неким проценама и до осамдесетак) у распону старости од 2 до 40 година. Од 876 налаза костију, 196 су зуби, а остало су кости осталих делова тела. Важно је истаћи да није пронађен ни један целовит скелет. На локалитету је пронађено и преко хиљаду уметничких предмета, каменог оруђа који су припадали мустеријанској култури. Такође су пронађени и остаци огњишта, по чему се закључује да је крапински прачовек познавао ватру. Старост налаза крапинског прачовека се процењује на 100.000 година.

## Животкрапинског прачовека
Крапински прачовек бавио се ловом и сакупљањем шумских плодова, а полупећину у Хушњакову је користио као склониште и станиште. На такву употребу упућују налази огњишта. Био је нижег раста, просечне висине од 160 cm и робусне грађе. Израђивао је софистицирана оруђа, бринуо се за болесне, закопавао је своје мртве уз одређене церемоније, имао је неку врсту језика, те постоје назнаке религиозности. Научници још увек дискутују о начину на који је крапински прачовек нестао. Неки подупиру хипотезу да је био канибал, но главни аргумент противника ове хипотезе је висок степен људских односа постигнут у заједници и брига за припаднике заједнице. 
Налазиште је заштићено као палеонтолошки споменик природе и познато је као једно од најбогатијих палеолитских станишта неандерталског човјека у Хрватској и Европи. Велик део остатака са Хушњакова налази се у Музеју еволуције у Крапини, а у изградњи је нови музејски комплекс, савременог дизајна.